# Saint-Sauveur (Vienne)
Saint-Sauveur ist eine Commune déléguée in der französischen Gemeinde Senillé-Saint-Sauveur mit 977 Einwohnern (Stand: 1. Januar 2022) im Département Vienne in der Region Nouvelle-Aquitaine. 
Mit dem 1. Januar 2016 wurden die Gemeinden Saint-Sauveur und Senillé zu einer commune nouvelle mit dem Namen Senillé-Saint-Sauveur zusammengelegt.

## Geografie
Saint-Sauveur liegt etwa sechs Kilometer ostsüdöstlich von Châtellerault. 

## Sehenswürdigkeiten
Siehe auch: Liste der Monuments historiques in Senillé-Saint-Sauveur
- Kirche Saint-Antoine aus dem 14./15. Jahrhundert, seit 1910/1913 Monument historique
- Reste einer antiken Befestigungsmauer, seit 1932 Monument historique
- Kommanderie Foucaudière

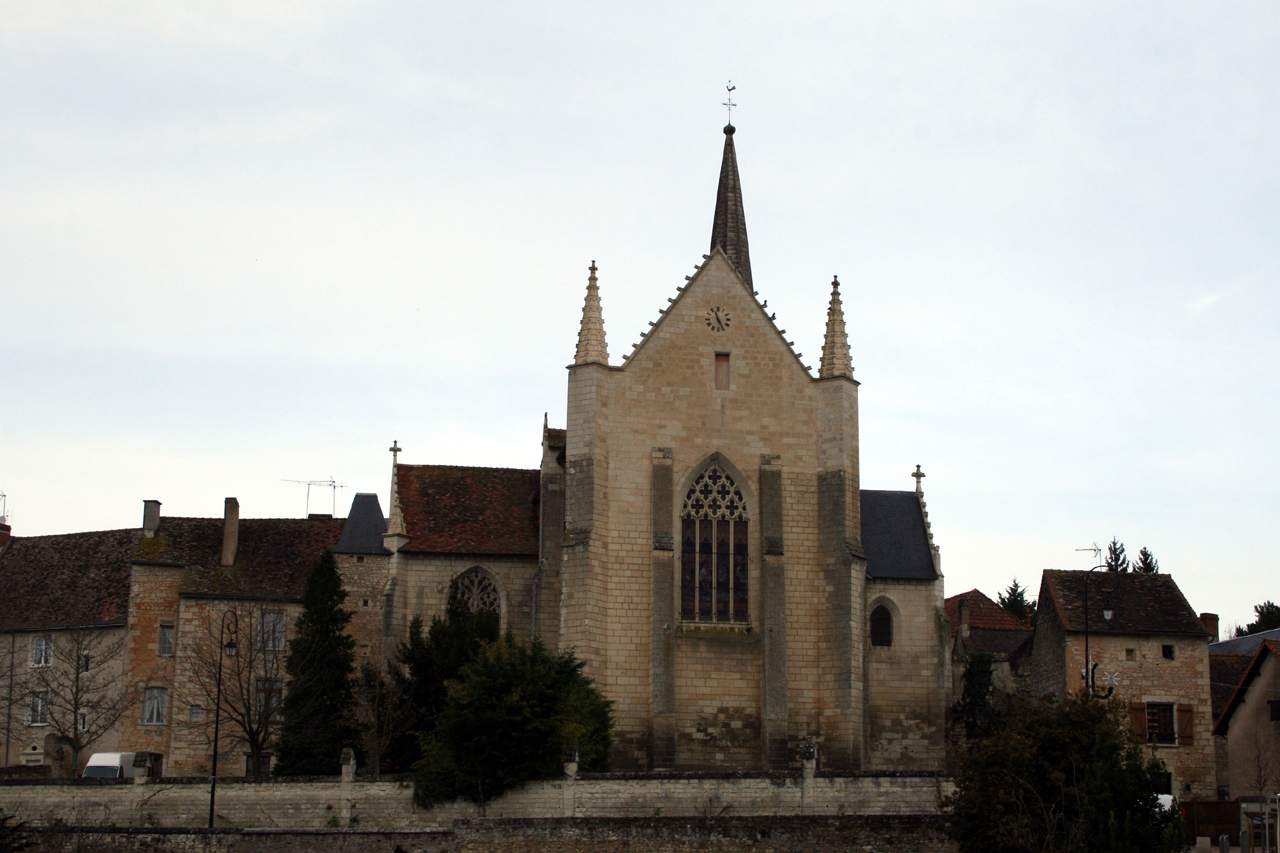
Kirche Saint-Antoine
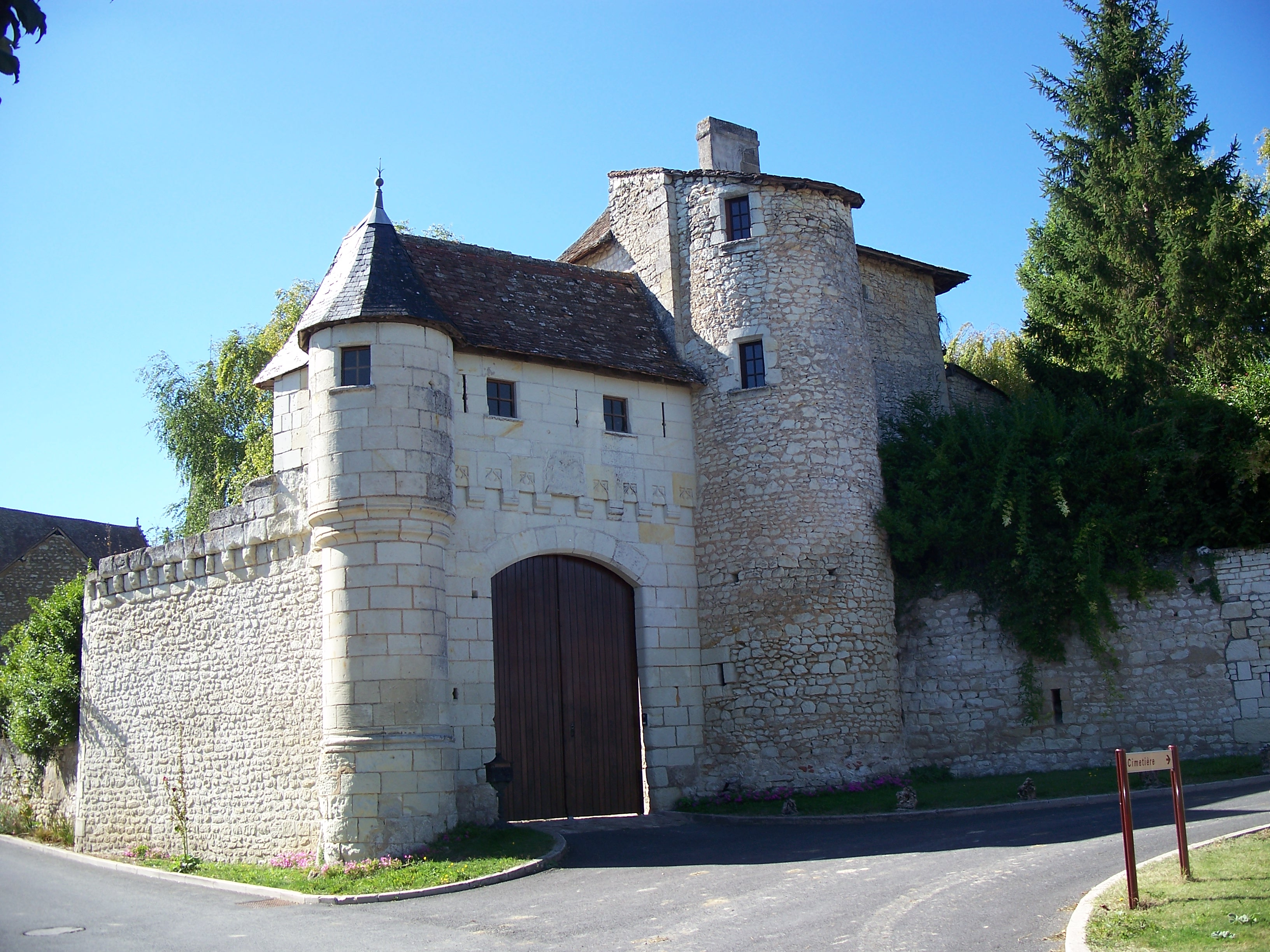
Kommanderie Foucaudière